# 이시카와 히데오

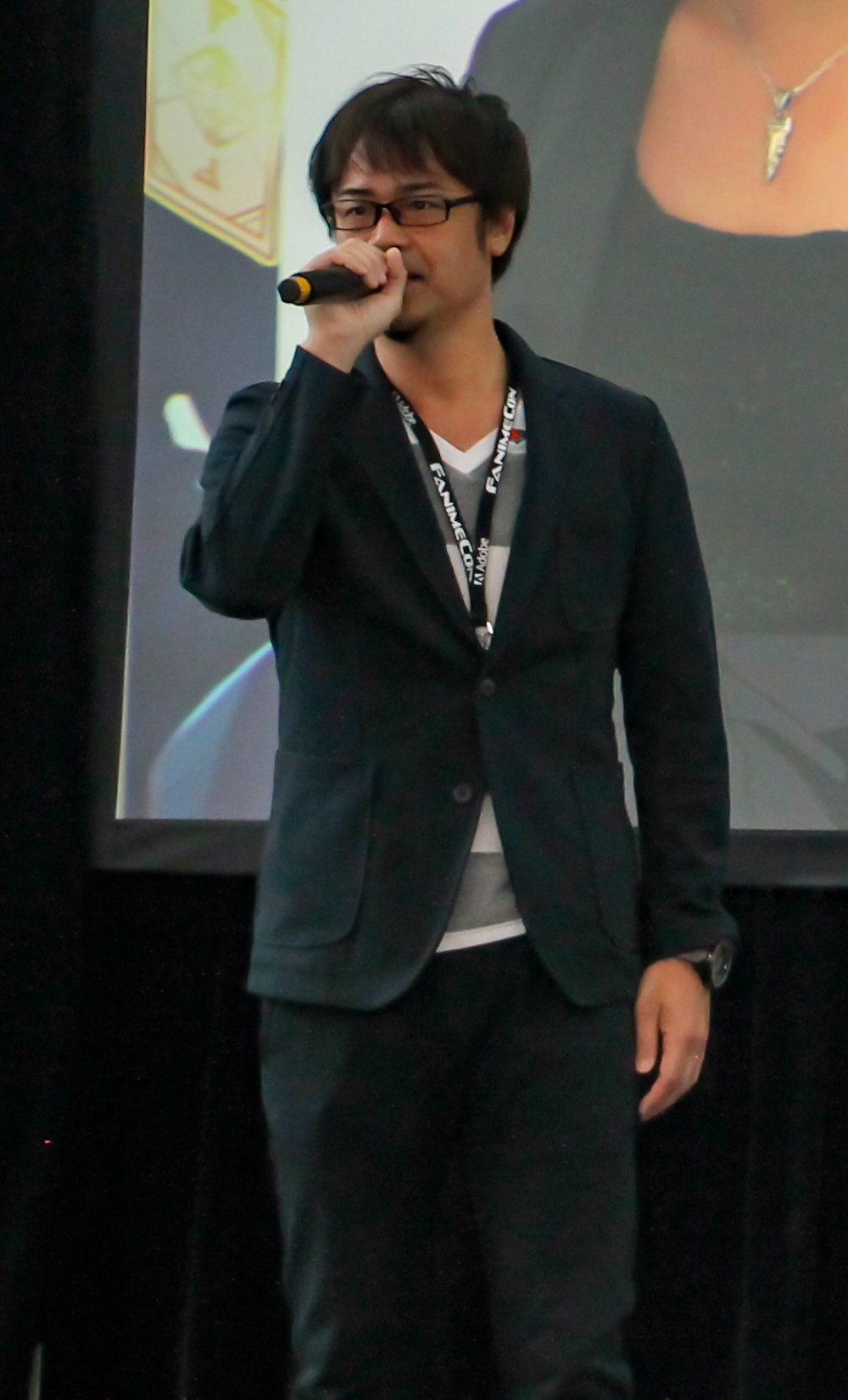

이시카와 히데오(일본어: 石川 英郎, 1969년 12월 13일 - )는 일본의 남성 성우이다. 아오니 프로덕션 소속. 효고현 니시노미야시 출신이다.

## 출연작품

### 애니메이션
1993년
- 푸른 전설의 슛!(1993년 - 1994년, 2학년 A, 고이케, 사와노)
- 검용전설 야이바(경비원,펑크스)
- GS 미카미(비행사, 아버지, 악령, 신랑, 운전사)
- SLAM DUNK(1993년 - 1996년, 데루오, 료, 오다 류세이, 후쿠다 요시초, 모리 시게히로 외)
- 쓰요시 정신차려(1993년 - 1994년, 남학생 A, 남자, 아나운서, 남자 A, 웨이터, 남 B)
- 미소녀 전사 세일러문(1993년 - 1995년, 운전사, 남자, 별난애, 리포터) - 2시리즈

1994년
- 캡틴 츠바사 (소다 마코토, 카타기리 요시마사)
- 진권전설 타이트로드 (검은 용, 선원)
- 드래곤볼 Z (바비디의 부하)

1995년
- 황금용자 골드란 (해적C)
- 키테레츠 대백과 (만재사)
- 미소녀전사 세일러문SS -노타, 리포터)

1996년
- 아기와 나 (코우지)

1998년
- 성방무협 아웃로스타 (시르그리 인, 신부)
- 요리왕 비룡 - 시호우, 라호우)
- 마법의 스테이지 팬시 라라 - 아이카와 히로야)
- 마이코 2010 (테러리스트)
- 만능문화묘랑 (이케나미 에이이치)
- 버블검 크라이시스 TOKYO 2040（마사키）
- 로도스도 전기 - 란디

1999년
- 고쿠도군 만유기 (인드라）
- 시바쿠 군 - 토오루
- ONE PIECE(풀 보디, 스탄센)
- GTO (히데오）

2000년
- 은장기공 오디안 (타치바나 료）
- 그라비테이션 - 우에스기）
- 육문천외 몬코레나이트 (론게기루맨）
- BOYS BE... (켄시로 미히코）
- 무적왕 트라이제논 (우에노 겐신）
- 원피스 (풀보디)

2001년
- 테일즈 오브 이터니아 - 존, 노무
- 소울 테이커 - 미몬
- 레이브 - 슈나이더

2002년
- 초중신 그라비온 - 미로의 남자, 이완
- 폭투선언 다이간다 - 카르반

2003년
- AVENGER - 제이드
- 탐정학원Q - 토오야마 킨타로
- 겟 백커스 - 형

2004년
- 나루토 - 우치하 이타치
- 블리치 - 우키타케 쥬시로
- 링에 걸어라 - 시나토라 카즈키

2005년
- 걸즈 브라보 - 후지이
- 트랜스포머 갤럭시 포스 - 드레드록

2006년
- 금색의 코르다 - 카나자와 히로토
- 이노센트 비너스 - 시마 토라지
- 데스노트 - 레이 펜버, 이데 히데키
- NIGHT HEAD GENESIS - 타나카 유지
- 마지널 프린스 ~월계수의 왕자님~ - 소크로프 기사

2007년
- 시온의 왕 - 야마무라 칸타로
- 나루토 질풍전 - 우치하 이타치
- 역경무뢰 카이지 - 후나이 조지

2008년
- 광란가족일기 - 데카메론, 손님(생물병기)
- 지옥소녀 3기 - 탄게 히데토
- 소적탐정 라비린스 - 카즈미 킨타로
- 포르피의 긴 여행 - 클로드
- 므네모시네의 딸들 - 시마자키 쇼고

2009년
- 레퀴엠 포 더 팬텀 - 아이작 와이즈멜

2010년
- 레터 비 - 썬더랜드 Jr.
- 배틀 스피리츠 브레이브 - 라제
- 유희왕 5D's - Z-one
- 트랜스포머 애니메이티드 - 재즈, 스피터

2011년
- 우리들에게 날개는 없다 - 카루베 카루오
- GOSICK - 원 카이

2012년
- 전희절창 심포기어 - 카자나리 겐쥬로
- 나루토 SD 록 리의 청춘 닌자전 - 우치하 이타치
- 열등용사의 귀축미학 - 오니즈카 켄야

2013년
- 전희절창 심포기어 G - 카자나리 겐쥬로

2014년
- 금색의 코르다 - 토키 호우세이
- 히어로뱅크 - 텐오데라 류키
- 마탄의 왕과 바나디스 - 에밀

2015년
- 내 이야기!! - 치한
- 신 아따맘마 - 실황 아나운서
- 전국무쌍 - 도요토미 히데요시
- 디스크 워즈: 어벤저스 - 블리자드
- 전희절창 심포기어 GX - 카자나리 겐쥬로

2016년
- 아르슬란 전기 - 페라기우스
- 오컬틱;나인 - 하시가미 이사유키
- GHOST URN - 미스터 치킨
- 콘크리트 레볼루티오 초인환상 - 아사히
- 도라에몽 - 남자
- 명탐정 코난 에피소드 "원" 작아진 명탐정 - 키시다

2017년
- 크레용 신짱 - 소방사
- UQ HOLDER! - 카이토/늑대인간
- 전희절창 심포기어 AXZ - 카자나리 겐쥬로

2018년
- 퓨처 카드 버디파이트 - 어린 판다의 선조
- 명탐정 코난 - 강도범A (890화 엑스트라)
- 미남고교 지구방위부 HAPPY KISS! - 프로듀서
- 죠죠의 기묘한 모험 황금의 바람 - 폴포
- 세인티아 쇼 - 유니콘 쟈부

2019년
- 게게게의 키타로 6기 - 쇼헤이
- 전희절창 심포기어 XV - 카자나리 겐쥬로

2020년
- ＜Infinite Dendrogram＞-인피니트 덴드로그램- (로건 고드하르트)

2021년
- 회복술사의 재시작 (게오르기우스)
- 겟타로보 아크 (나가레 료마)

2022년
- 환상삼국지 -천원영심기- (조조)
- 블리치 천년혈전 편 (우키타케 쥬시로)

### OVA
1994년
- 바키(무투가)
- 신 큐티하니 (아도니스)

1995년
- 우다우다 하고 있을 틈은 없어! (紅狼星志郎)
- 결혼~Marriage~(카토 유스케)
- BE - BOP - HIGHSCHOOL （사사키）

1996년
- 초인학원 고카이저 (아사히나 료 / 플라토닉 트윈스)
- 봄버맨 용기 고마워 내가 귀가 될게

1998년
- 신·오토부키(무라타쿄타로)
- 다이노존(다이놉테라)
- 진(체인지!!) 겟타로보 세계최후의 날 (나가레 료마)

1999년
- Weiü kreuz (아키라)
- 그라비테이션(우에스기)
- 졸업 M~우리의 카니발~(카토 유스케)

2000년
- 진 겟타로보 대 네오 겟타로보 (나가레 료마)

2002년
- 사립 아라이소 고등학교 학생회 집행부 (토키토 미노루)

2003년
- 세인트 세이야 명왕 하데스편 (유니콘 사부)

2004년
- 기동전사 건담 MS IGLOO (올리버 마이)
- 신 겟타로보(나가레 료마)
- BLEACH Memories in the rain (우키타케 쥬시로)
- Re: 큐티하니 (하야미 세이지)

2005년
- 파이널 판타지 VII 어드벤트 칠드런 (켓 시)

2009년
- 세인트 세이야 THE LOST CANVAS 명왕 신화 (꿈의 신 오네이로스)

2010년
- 드래곤볼 초사이어인 멸종 계획 (해치 햐크)

2014년
- 판타지스터 스텔라 (혼다 케이스케) ※코믹스 제8·9권 DVD 포함 한정판
- WILD ADAPTER (시임 미노루)

2015년
- 일기당천 Extravaganza Epoch (호조인 인슌)
- 판타지스터 스텔라 (혼다 게이스케) ※코믹스 제 10권 DVD 포함 한정판

### 극장판 애니메이션
1993년
- 변변치 않은 BLUES 1993(히로유키)

1994년
- 아랑전설 -THE MOTION PICTURE- (작업원C)
- 슬램덩크 전국제패다! 사쿠라기 하나미치 (미네)

1995년
- 시작의 모험자들 레전드 오브 크리스타니아(결계의 백성)

2004년
- 세인트 세이야 천계편 서주~overture~ (유니콘 사부)

2006년
- 극장판 BLEACH MEMORIES OF NOBODY (우키타케 쥬시로)

2007년
- 극장판 BLEACH The Diamond Dust Rebellion 또 하나의 빙륜환 (우키타케 쥬시로)

2008년
- 극장판 BLEACH Fade to Black 너의 이름을 부른다 (우키타케 쥬시로)

2010년
- 극장판 BLEACH 지옥편 (우키타케 쥬시로)

2012년
- ROAD TO NINJA -NARUTO THE MOVIE- (우치는 족제비)

2014년
- 극장판 유우토 군이 간다 (실황)

2016년
- 동급생(하라 마나부)

2017년
- 명탐정 코난 진홍의 연가 (야지마 토시야)

### 게임
1993년
- 아네트 다시 (가짜 왕녀의 졸개 A)
- 오로라퀘스트 댁의 별자리 INANOTHER WORLD (브리트라)

1994년
- 카이져 너클(달빛)
- 설모나주(봉골레)
- 드래곤볼Z 진 사이야인 멸종계획 - 우주편- (해치햐크)
- 미소녀전사 세일러문 Collection (학교선생님)

1995년
- 초인학원 고카이저 (아사히나 료 / 플라토닉 트윈스, 랜디 리그스 / 캡틴 아틀란티스)
- 트윈비 야호! 이상한 나라에서 난리났어!(에이스)

1997년
- 트루 러브 스토리~Remember My Heart~ (오오스카 토루)
- 머니 아이돌 익스체인저(매카모컬리)
- 랭글리서IV(리키)
- 랭글리서 I&II(테일러)

1998년
- 디스트레이거(글래드)
- 블러딜로어2(유고)
- 바라봐 나이트 (조안 엘리타스)

1999년
- 카나리(소) 라쿠토시 OSAKA(츠지마키 모토하루)

2000년
- 결전(이 나오마사)
- 테일즈 오브 에타니아 (로엔 라모어, 놈)
- 블러딜로어3(유고)

2001년
- Apocripha/0(루비)
- 체포하겠어(아리스가와 료스케)
- 파이널 판타지 X(아론)
- From TV animation ONE PIECE 튀어나와요 해적단! (풀바디)
- 록맨 X6 (블리자드 볼펑, 레이니 태트로이드)

2002년
- 나의 밑에서 아가케 (히구치 타카후미)
- 킹덤 하츠 (레옹 <스콜 레옹하트>)
- THE 여자를 위한 연애 어드벤처 ~유리의 숲~ (오기와라 쿄헤이)
- 삼국지전기(조운)
- 제노사가 에피소드 I [힘에 대한 의지] (케빈 위니콧)
- 테일즈 오브 데스티니 2 (피에르 드 샤르티에)
- 테일즈 오브 팬덤 Vol.1 (로엔 라모아, 놈)
- 블라딜로어 extreme(유고)
- 봉신연의2(해당화)
- RAVE ~미완의 비석~ (슈나이더)

2003년
- 비너스&브레이브스~마녀와 여신과 멸망 예언~(지크)
- 금색의 코르다 (카나자와 히로토)
- 삼국지전기2(손책)
- 진삼국무쌍3 (주태)
- 진삼국무쌍3 맹장전 (주태)
- 드림믹스TV 월드파이터스 (시몬 벨몬드, 유고)
- 노부나가의 야망 Online (오다 노부나가)
- 파이널 판타지 X-2 (토브리, 아론)
- ONE PIECE 그랜드 배틀! 3 (풀바디)

2004년
- ACE COMBAT5 THE UNSUNG WAR (앨빈 H. 다벤포트)
- AIRFORCE DELTA ~BLUE WING KNIGHTS~ (데이비드 "터프가이" 스미스, 알베르트 웅거)
- 결전III(도쿠가와 이에야스, 나오에 가네쓰구, 사이토 도조)
- 사쿠라자카 소방대 (본조 대지)
- 사쿠라 대전 이야기 ~미스테리어스 모리~ (모건 카뮤)
- 새먼나이트 크래프트 소드 이야기2 (게드 캄 카로사)
- 진·삼국무쌍 3 Empires (주태)
- 제노사가 프릭스(케빈 위니콧)
- 제노사가 에피소드II [선악의 피안] (케빈 위니콧)
- DIGITAL DEVIL SAGA 아바타르 튜너(루파)
- Double Reaction! (사쿠마 사토루)
- Double Reaction! PLUS (사쿠마 사토루)
- NARUTO - 나루토 - 격투 닌자 대전! 3 (우치하 이타치)
- NARUTO-나루토-나루티멧토 히어로 2 (우치하 이타치)

2005년
- 킹덤 하츠II(레옹, 아론)
- 사키가케!!남숙(켄시자가루)
- 새먼나이트 크래프트 소드 이야기 ~시작의 돌~ (기란)
- 진·삼국무쌍4 (주태, 수경)
- 진삼국무쌍4 맹장전 (주태, 수경)
- STAMP OUT (쿠가와 타케로)
- 그리고 저희는... and he said (아오야마 슈헤이)
- 테일즈 오브 에타니아 (로엔 라모어, 놈)
- DIGITAL DEVIL SAGA 아바타르 튜너 2 (루파)
- NARUTO - 나루토 - 격투 닌자 대전! 4 (우치하 이타치)
- NARUTO-나루토-나루티멧토 히어로 3 (우치하 이타치)
- 반숙 영웅 4~7명의 반숙 영웅~(4차원 보일드)
- BLEACH ~히트 더 소울 2~ (우키타케 쥬시로)
- BLEACH GC 황혼을 겪는 저승사자 (우키타케 쥬시로)
- Yo-Jin-Bo~운명의 프로이데~(츠바키 야스유키) ※PC판

2006년
- 기동전사 건담 클라이맥스 U.C. (캄나 타치바나)
- 신 키무샤 DAWN OF DREAMS(난코보 텐카이)
- 진·삼국무쌍4 Empires (주태)
- Spell Down (사사키 켄지로)
- 제노 서거 II(케빈 위니콧)
- 제노사가 에피소드III [차라투스트라는 이렇게 말했다] (케빈 위니콧)
- 전국무쌍2 (도요토미 히데요시)
- 전국무쌍2 Empires (도요토미 히데요시)
- 다주 오브 케르베로스 파이널 판타지 VII(켓 시)
- 다주 오브 케르베로스 로스트 에피소드 파이널 판타지 VII(켓 시)
- 테일즈 오브 데스티니 (PS2판) (샤르티에, 존)
- NARUTO-나루토-나루티멧토 포터블(우치하 이타치)
- 히메히비 -Princess Days- (츠키모토 시노부)
- BLEACH ~히트 더 소울 3~ (우키타케 쥬시로)
- BLEACH Wii 백날 반짝이는 윤무곡 (우키타케 쥬시로)
- BLEACH DS 창천으로 달리는 운명 (우키타케 쥬시로)
- 라스트 에스코트~심야의 검은 나비이야기~(코시노 유치고)

2007년
- Another Century ' s Episode 3 THE FINAL （ 나가레 료마 〈 真 ! 〉 ）
- SD 건담 GGENERATION (2007년 - 2016년, 올리버 마이) - 4작품
- 내 아래에서 AGAKE(히구치 타카후미)
- 금빛 코르다2 (카나자와 히로토)
- 금빛 코르다2 앙코르 (가네자와 히로토)
- 진삼국무쌍5(주태)
- 전국무쌍2 맹장전 (도요토미 히데요시)
- 전국무쌍 KATANA (도요토미 히데요시)
- 드래곤 섀도우 스펠(아서 그랜드 하트)
- NARUTO - 나루토 - 질풍전 격투 닌자 대전! EX (우치하 이타치)
- NARUTO - 나루토 - 질풍전 격투 닌자 대전! EX2 (우치하 이타치)
- NARUTO-나루토-나루티멧토 악셀(우치하 이타치)
- NARUTO-나루토-나루티멧토 악셀2(우치하 이타치)
- BLEACH ~히트 더 소울 4~ (우키타케 쥬시로)
- BLEACH ~블레이드 버틀러스 2nd~ (우키타케 쥬시로)
- BLEACH DS 2nd 흑의 번뜩이는 진혼가 (우키타케 쥬시로)
- BLADESTORM 백년전쟁 (에드워드 흑태자)
- 무쌍 OROCHI (토요토미 히데요시, 슈타이)

2008년
- 가넷 크로니클 ~홍휘의 마석~ (로도그)
- 디시디아 파이널 판타지 (스콜 레옹하트)
- 테일즈 오브 데스티니 디렉터스 컷(샤르티에)
- NARUTO - 나루토 - 질풍전 격투 닌자 대전! EX3 (우치하 이타치)
- 히메히비 -Princess Days - 휴대용 (츠키모토 시노부)
- BLEACH ~히트 더 소울 5~ (우키타케 쥬시로)
- BLEACH DS The 3rd Phantom (우키타케 쥬시로)
- 무쌍 OROCHI 마왕재림 (도요토미 히데요시, 슈타이)
- 월드 디스트럭션~인도받는 의사~(카르나)
- Wonderland ONLINE （쥬조）
- Wonderland ONLINE -요정들의 전승- (쥬조)
- Wonderland ONLINE -성전의 수호자 -(쥬조)

2009년
- 금빛 코르다 2 f (카나자와 히로토)
- 금빛 코르다2 f 앙코르 (가네자와 히로토)
- 진·삼국무쌍 5 Empires (주태)
- 진·삼국무쌍 MULTIRAID(주태)
- 슈퍼 로봇 대전 NEO(유류마<신>)
- 전국무쌍3 (도요토미 히데요시, 모리 모토슈)
- 디시디아 파이널 판타지 유니버설 튜닝 (스콜 레온하트 <일본어판 전투 보이스>)
- 드래곤볼 레이징 블라스트 2 (해치 햐크)
- NARUTO-나루토-나루티멧토 엑셀3(우치하 이타치)
- NARUTO-나루토-나루티멧토스톰(우치하 이타치)
- 북두의 주먹 라오 외전 하늘의 패왕 (켄시로)
- 무쌍 OROCHI Z (토요토미 히데요시, 슈타이)

2010년
- 기동전사 건담 익스트림 버서스 (올리버 마이)
- 금색 코르다 3 (토키 호우세이)
- 참격의 REGINLE IV(튀르)
- 진·삼국무쌍 MULTI RAID 2 (주태)
- 드래곤볼 히어로즈(해치햐크)
- TAKUYO Mix Box ~퍼스트 애니버서리~ (츠키모토 시노부)
- NARUTO - 나루토 - 질풍전 격투 닌자 대전! SPECIAL (우치하 이타치)
- NARUTO-나루토-질풍전 나루티멧 스톰2 (우치하 이타치)
- 용과 같이4 전설을 잇는 것 (미나미 다이사쿠)

2011년
- 해적전대 고카이져 모아 변신! 35전대! (조드머스)
- 기동전사 건담 신기렌의 야망 (올리버 마이)
- 진·삼국무쌍6(주태, 가총)
- 진·삼국무쌍6 Empires (주태, 가총)
- 진삼국무쌍6 맹장전 (주태, 가총)
- 진·삼국무쌍 NEXT (주태, 가총)
- 세인트 세이야 전기 (일각수 별자리 사무)
- 전국무쌍3 맹장전 (도요토미 히데요시, 모리 모토슈)
- 전국무쌍3Z (도요토미 히데요시, 모리 모토슈)
- 전국무쌍3 Empires (도요토미 히데요시, 모리 모토슈)
- 전국무쌍 Chronicle (도요토미 히데요시, 모리 모토슈)
- 전장의 발큐리아 3 (램지 클로우)
- 슈퍼 로봇 대전 시리즈 (2011년 - 2021년, 류 료마) - 9작품 [주 1]
- 디시디아 듀오데심 파이널 판타지 (스콜 레옹하트)
- TROY무쌍(데이포보스)
- 드래곤볼 히어로즈 (2011년 - 2018년, 해치햐크) - 5작품 [주 2]
- 파이널 판타지 영식 (카트르 바슈탈)
- 무쌍 OROCHI 2 (슈타이, 가후, 도요토미 히데요시, 모리 모토슈)
- 유☆희☆왕 파이브 디즈 태그 포스 6 (존)

2012년
- 이스 세르세타 산초
- 진·삼국무쌍 VS (가찬)
- 전국무쌍 Chronicle 2nd (도요토미 히데요시, 모오리 겐슈)
- NARUTO-나루토-질풍전 나루티멧 스톰 제너레이션 (우치하 이타치)
- Phantom -PHANTOM OF INFERNO- (아이작 와이즈멜) ※Xbox 360판
- 용과 같이 5 꿈, 이룬 자 (카나이 카몬)

2013년
- 금색 코르다3 풀 보이스 Special (토키 호우세이)
- 진·삼국무쌍7(주태, 가총)
- 진·삼국무쌍 7 맹장전 (주태, 가총)
- 세인트 세이야 브레이브 솔저스 (일각수 별자리 사타케)
- 테일즈 오브 하츠 R (갈라도 그리너스)
- NARUTO - 나루토 - 질풍전 나루티멧 스톰 3 (우치하 이타치)
- 무쌍 OROCHI2 Ultimate (슈타이, 가후, 도요토미 히데요시, 모리 모토슈)

2014년
- CV ~캐스팅 보이스~ (아이바 켄)
- 금색 코르다3 AnotherSky feat. 덴온학원 (토키 호우세이)
- 금색 코르다3 AnotherSky feat. 지성관 (토키 호우세이)
- 금색 코르다3 AnotherSky feat. 진난 (토키 호우세이)
- 괴!!남주쿠 ~일본아, 이것이 남자다!~ (토가시 겐지)
- 삼국지영가[47]
- 슈퍼히어로제너레이션(쇼커그리드)
- 전국무쌍 Chronicle 3 (도요토미 히데요시)
- 전국무쌍4(도요토미 히데요시, 모리 모토슈)
- NARUTO - 나루토 - 질풍전 나루티멋 스톰 레볼루션 (우치하 이타치)
- 히어로 뱅크 2 (텐노지 류아)
- 며느리 콜레라 (도키 호세이)
- 용과 같이 유신! (요시다 토시마로)

2015년
- 영웅전설 하늘의 궤적 FC Evolution (시드, 장]
- 그랑블루 판타지(자자[54])
- 중장병 레이노스 (록 스타이너 소령)
- 세인트 세이야 솔저스 소울 (일각수 별자리 사타케)
- 전국무쌍4-II (도요토미 히데요시, 모리 모토슈)
- 전국무쌍4 Empires (도요토미 히데요시, 모리 모토슈)
- 타임 크라이시스5(키스 마틴)
- 디시디아 파이널 판타지 (스콜 레옹하트)
- 운명의 사랑을 한 남자들 (이마사키 쇼타)

2016년
- 금색 코르다 4 (토키 호우세이)
- 슈퍼 로봇 대전 OG 문 듀에라즈 (알=반 랭크스)
- NARUTO - 나루토 - 질풍전 나루티멧 스톰 4 (우치하 이타치)
- 리조트에 오신 것을 환영합니다 ~ 총지배인은 사랑을 한다~ (애슐리 포레스터)
- 월드 오브 파이널 판타지 (스콜[61])
- 세븐나이츠(테오)

2017년
- 전희절창 심포기어 XD UNLIMITED (후나루 겐쥬로)
- 꼭대기 스트리트 드래곤 퀘스트 & 파이널 판타지 30th ANNIVERSARY(스콜)
- 금빛 코르다2ff (가네자와 히로토)

2018년
- 디시디아 파이널 판타지 NT (스콜 레옹하트)
- 진·삼국무쌍8(주태, 가총)
- 네기마테 UQ HOLDER! ~ 마법선생 네기마! 2~ (회두)
- 무쌍 OROCHI 3 (슈타이, 가후, 도요토미 히데요시, 모리 모토슈)
- 대난투 스매시 브라더스 SPECIAL (시몬 벨몬드, Mii 파이터 <타입 9>)

2019년
- 금빛 코르다 옥타브 (가네자와 히로토, 토키 호세이)
- 슈퍼 드래곤볼 히어로즈 월드 미션 (해치 햐크)
- 테일즈 오브 더 레이즈 (2019년 - 2021년, 피에르 드 샤르티에, 갈라드 그리너스)
- 슈퍼로봇대전 DD (2019년 - 2020년, 류마, 료마)
- 블레이드 엑스로드(스파로)
- 죠죠의 삐타빠타팝(폴포)

2020년
- 킹덤 하츠III (레옹) - DLC 추가 캐릭터
- KAMEN RIDER memory of heroez (나스카 도판토, 사마귀 야미)
- 세븐나이츠 - 시공의 나그네 - (테오)
- 기동전대 아이언 서거 (류류마])

2021년
- 전국무쌍5 (모리 모토슈)
- 금색의 코르다 스타라이트 오케스트라 (사사즈카 하지메)

### 특촬물
- 가면라이더 디케이드 - 십면귀 윰 키밀
- 오즈・덴오・올라이더 렛츠 고 가면라이더 - 십면귀 윰 키밀, 쇼커 그리드, 이나즈맨
- 가면라이더X가면라이더 포제&오즈 MOVIE 대전 MEGAMAX - 가면라이더 스트롱거
- 헤이세이 라이더 대 쇼와 라이더 가면라이더 대전 feat 슈퍼전대 - 스카이 라이더, 제너럴 섀도, 쟈크 장군, 십면귀 윰 키밀
- 백수전대 가오레인저 - 듀크오르그 프로프라
- 우주전대 큐레인저 - 가멧치

### 드라마 CD
- 금색의 코르다 - 카니자와 히로토
- 로미오와 줄리엣 - 티볼트
- 우리들에게 날개는 없다 - 카루베 카루오
- 졸업M - 카토 유스케
- 테일즈 오브 데스티니 - 샤르띠에
- 테일즈 오브 이터니아 - 로엔 라모어
- 학교에서 있었던 무서운 이야기 - 아라이 쇼지
- WILD ADAPTER - 토키토 미노루